# Варденафил
Варденафилът е медикамент, използван за лечение на еректилна дисфункция, която се изразява в невъзможност да се постигне или поддържа ерекция. Разпространява се от Байер под търговската марка Levitra във вид на филмирани таблетки за перорално приложение от 5, 10 и 20 mg. За ефективното му действие е необходимо сексуално стимулиране. Не е предназначен за жени, както и за мъже до 18 години.